# Exocentrus satoi
Exocentrus satoi är en skalbaggsart som beskrevs av Nobuo Ohbayashi 1961. Exocentrus satoi ingår i släktet Exocentrus och familjen långhorningar. Inga underarter finns listade i Catalogue of Life.